# Le P'tit Roi
Le P'tit Roi est un album de bande dessinée de Daniel Bardet et Élie Klimos, le huitième et dernier tome de la série Timon des Blés.

## Fiche technique
- Scénariste : Daniel Bardet
- Dessinateur : Élie Klimos
- Mise en couleurs : Josette Massamiri
- Année de première publication : 1995
- Éditeur : Glénat / collection Vécu
- Nombre de planches : 46
- (ISBN 2-7234-1908-8)

## Synopsis
1795 près d’Auray, dans le Morbihan. Cadoudal arrive à son manoir de Kerléano et Timon achemine, non sans difficulté, un mystérieux enfant.
Une armée de quatre mille émigrés soutenus par les Anglais a débarqué dans la baie de Carnac. Timon et ses compagnons vont les rejoindre pour le soulèvement final. Des rivalités paralysent le commandement et Timon est désigné pour une mission auprès du comte d’Artois en Angleterre : la désignation d’un chef.
Il s’embarque le 28 juin. Fin de l'aventure, c’est l’Histoire qui nous raconte la suite.

## Commentaires
Bardet est connu pour ses talents de scénariste de bande dessinée historique (Les Chemins de Malefosse, Chroniques de la Maison Le Quéant), il s'associe à Élie Klimos pour le dernier album d’une série qui en compte huit. L’époque choisie ici est le dernier quart du XVIIIe siècle.  

## Lieux
Le dernier épisode de la série se déroule exclusivement en Bretagne, dans le Morbihan.
- presqu'île de Quiberon
- région d'Auray, Carnac

## Référence bibliographique
- Patrick Gaumer & Claude Moliterni, Dictionnaire mondial de la Bande Dessinée, Éditions Larousse, Paris, 1994,  (ISBN 2-03-523510-3).